# Pošta Slovenije
Pošta Slovenije (PS) er Sloveniens statsejede postvirksomhed. Selskabet blev etableret i 1995 og står for postale services i Slovenien. De har ca. 6.000 ansatte og hovedkvarter i Maribor.